# 江守正多
江守 正多（えもり せいた、1970年1月 - ）は、日本の気候学者。国立環境研究所、海洋研究開発機構（兼任）、東京大学大気海洋研究所客員准教授（兼任）などを経て、東京大学未来ビジョン研究センター教授。研究分野はコンピュータシミュレーションによる地球温暖化の将来予測。

## 来歴
神奈川県生まれ。1992年、東京大学教養学部基礎科学科第二卒業。1997年、東京大学大学院総合文化研究科広域科学専攻博士課程修了。学術博士の学位を取得、論文の題は「A Numerical Study of the Feedback Processes in the Hydrological Cycle in the Land-Atmosphere System(陸面-大気水循環におけるフィードバック過程の数値的研究) 」。 
地球シミュレータなどでのシミュレーションに用いられる気候モデルの開発・改良や、地球温暖化予測の不確実性の定量的評価などを専門とする。
著作は研究論文だけではなく、一般向けに地球温暖化に関する解説書も執筆している（#著書・共著を参照）。国立環境研究所の地球温暖化に関するQ＆Aに寄稿しているほか、メディアにおいても解説役を務める。
気候変動に関する政府間パネル（IPCC）第5次評価報告書（AR5）・第6次評価報告書（AR6）の第1作業部会（WG1）では、主執筆者を務めている。
地球温暖化に対する懐疑論の書籍が日本でブームになった2000年代後半には、明日香壽川ら他の専門家とともに懐疑論に対抗する取り組みを行った。この取り組みは読売新聞により「懐疑派バスターズ」と名付けられている。

## 著書・共著
- 江守正多、NHK「気候大異変」取材班『NHKスペシャル 気候大異変―地球シミュレータの警告』NHK出版、2006年。ISBN 4140811579。
- 寺門和夫、江守正多監修『地球温暖化のしくみ』ナツメ社、2008年。ISBN 9784816345142。
- 江守正多『地球温暖化の予測は「正しい」か？』化学同人、2008年。ISBN 978-4-7598-1320-3。
- 武田邦彦、江守正多、枝廣淳子『温暖化論のホンネ ―「脅威論」と「懐疑論」を超えて』技術評論社、2009年。ISBN 9784774141039。
- 江守正多『異常気象と人類の選択』角川マガジンズ、2013年。ISBN 9784047316225。
- 水野敬也、長沼直樹、江守正多『最近、地球が暑くてクマってます。』文響社、2021年。ISBN 9784866514154。
- 沖大幹、江守正多、亀山康子、佐藤仁、杉山昌広、瀬川浩司、羽角博康、芳村圭 ほか 著、東京大学気候と社会連携研究機構 編『気候変動と社会 : 基礎から学ぶ地球温暖化問題』東京大学出版会、2024年。ISBN 9784130627320。